# Bahnbetriebswerk Berlin-Schöneweide

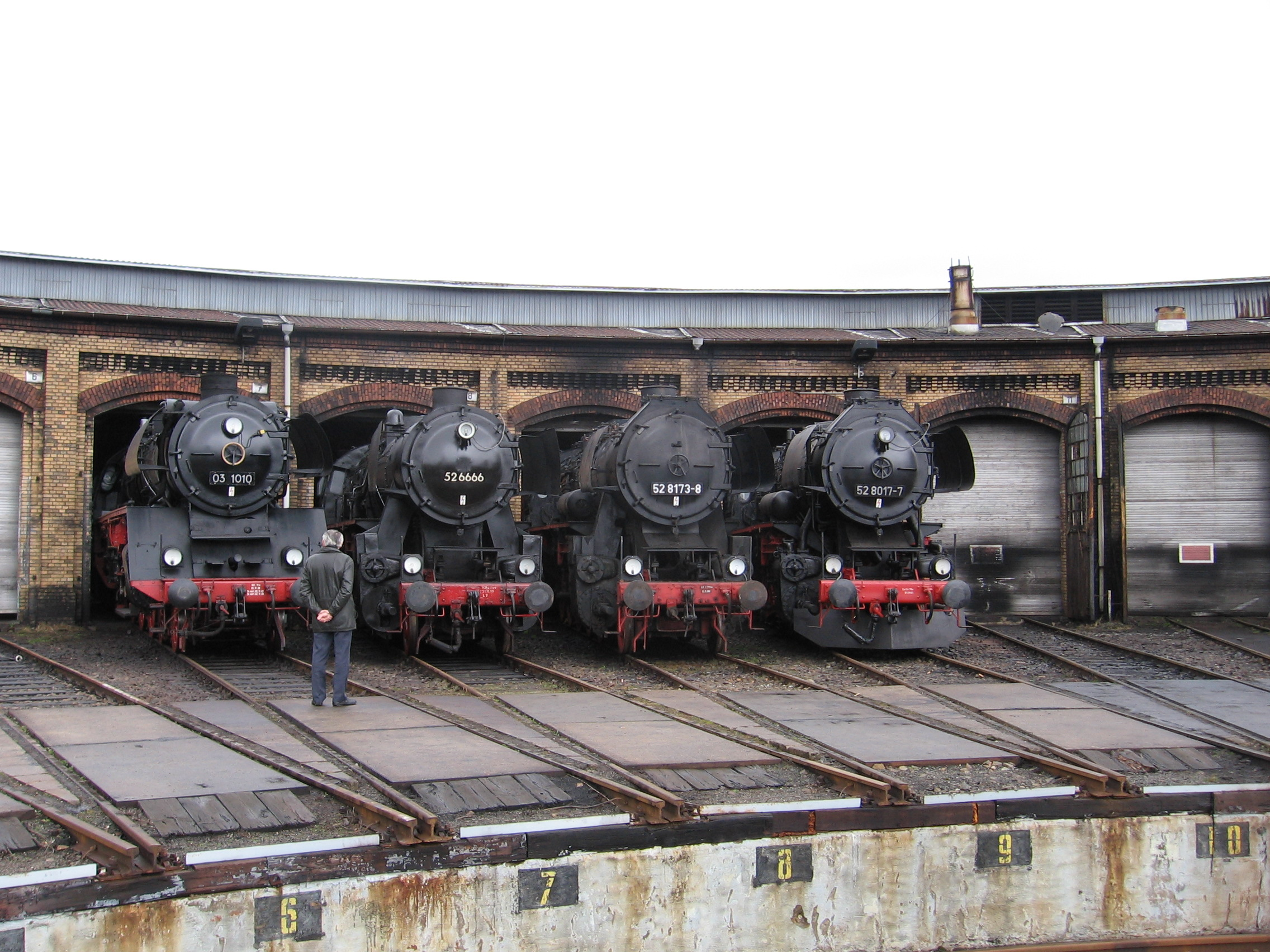
Ringlokschuppen mit Museumsdampflokomotiven

Das Bahnbetriebswerk Schöneweide liegt im Ortsteil Niederschöneweide im Berliner Bezirk Treptow-Köpenick und diente von 1906 bis 1998 der Fahrzeugunterhaltung. Seit Mitte der 1990er Jahre wird es von den Dampflokfreunden Berlin genutzt und betrieben. Diese bieten unter dem Namen „Berlin macht Dampf“ Sonderfahrten und Veranstaltungen an.
Die baulichen Anlagen stehen heute unter Denkmalschutz.

## Dampflokfreunde Berlin e.V.
Die Dampflokfreunde Berlin e. V. wurden 1991 gegründet und sind seit Beginn im ehemaligen Betriebswerk (Bw) Schöneweide ansässig.
Durch die Arbeit der Vereinsmitglieder ist es gelungen, die Reichsbahn Dampflokomotive 52 8177-9 wieder betriebsfähig zu reparieren. Diese ist unter dem Namen „Berlin macht Dampf“ auf Sonderfahrten im Nord-Osten Deutschlands unterwegs.
Das Musikvideo Troja der Band In Extremo spielt größtenteils im Betriebswerk und die 52 8177-9 ist ein zentrales Motiv.

## Vorgeschichte
1866 wurde die Bahnstrecke Berlin–Cottbus eröffnet, zwei Jahre danach wurde auf dem Gelände des heutigen Bahnhofs Schöneweide der Haltepunkt „Neuer Krug“ angelegt. Zwischen 1886 und 1888 entstand östlich davon ein Verschiebebahnhof. Durch die Industrialisierung verfünffachte sich bis 1904 der Verkehr auf der Görlitzer Bahn, so dass der Verschiebebahnhof erweitert und weitgehend umgebaut werden musste.

## Bau des Betriebswerkes
Der zunehmende Bahnverkehr machte auch die Errichtung eines Bahnbetriebswerks (Kurzform: Betriebswerk, Abk.: Bw) erforderlich. Ergänzend dazu wurde die Strecke vom Görlitzer Bahnhof bis Grünau durch Anschüttung eines Dammes in Hochlage gebracht und so kreuzungsfrei zum Straßenverkehr geführt. Dabei wurde der Aushub verwendet, der zu diesem Zeitpunkt beim Bau der zur Entlastung des Binnenschiffsverkehrs dienenden Kanäle Teltowkanal und Britzer Zweigkanal anfiel. Das Bahnbetriebswerk wurde 1906 zusammen mit der neuen Bahnsteiganlage in Betrieb genommen.

## Hochbauten und Anlagen
Ursprünglich bestand das Betriebswerk aus einer Drehscheibe mit zwölfständigem Ringlokschuppen, Wasserturm, Bekohlungskran und zwei Verwaltungsgebäuden.
Um neben den Länderbahnlokomotiven auch den Einsatz neuerer und längerer Einheitslokomotiven zu ermöglichen und wegen des stark zunehmenden Eisenbahnverkehrs, erfolgte durch die Deutsche Reichsbahn ein weiterer Ausbau. Dabei wurden unter anderem eine 23 m lange Drehscheibe eingebaut, der Lokschuppen auf 20 Stände erweitert und die bereits vorhandenen Stände baulich verlängert.
Um 1930 wurden ein vierständiger Rechteckschuppen zur Waggonausbesserung, Werkstätten und ein weiteres Verwaltungsgebäude gebaut. Der ebenfalls geplante zweite Ringlokschuppen wurde nicht realisiert.
Im Zweiten Weltkrieg wurde auch der Verschiebebahnhof Schöneweide bombardiert. Die Schäden beim Betriebswerk hielten sich jedoch in Grenzen, so dass schon kurz nach dem Kriegsende der Personen- und Güterverkehr wieder aufgenommen werden konnte.
Im Jahr 1984 wurde das Betriebswerk für die Unterbringung elektrischer Lokomotiven umgerüstet. Ab 1994 wurde der Betriebsdienst von der Deutschen Bahn AG schrittweise aus dem Betriebswerk ausgegliedert. Mit der Schließung des Verschiebebahnhofs kam 1998 auch das Ende für das Betriebswerk.

## Fahrzeugeinsatz

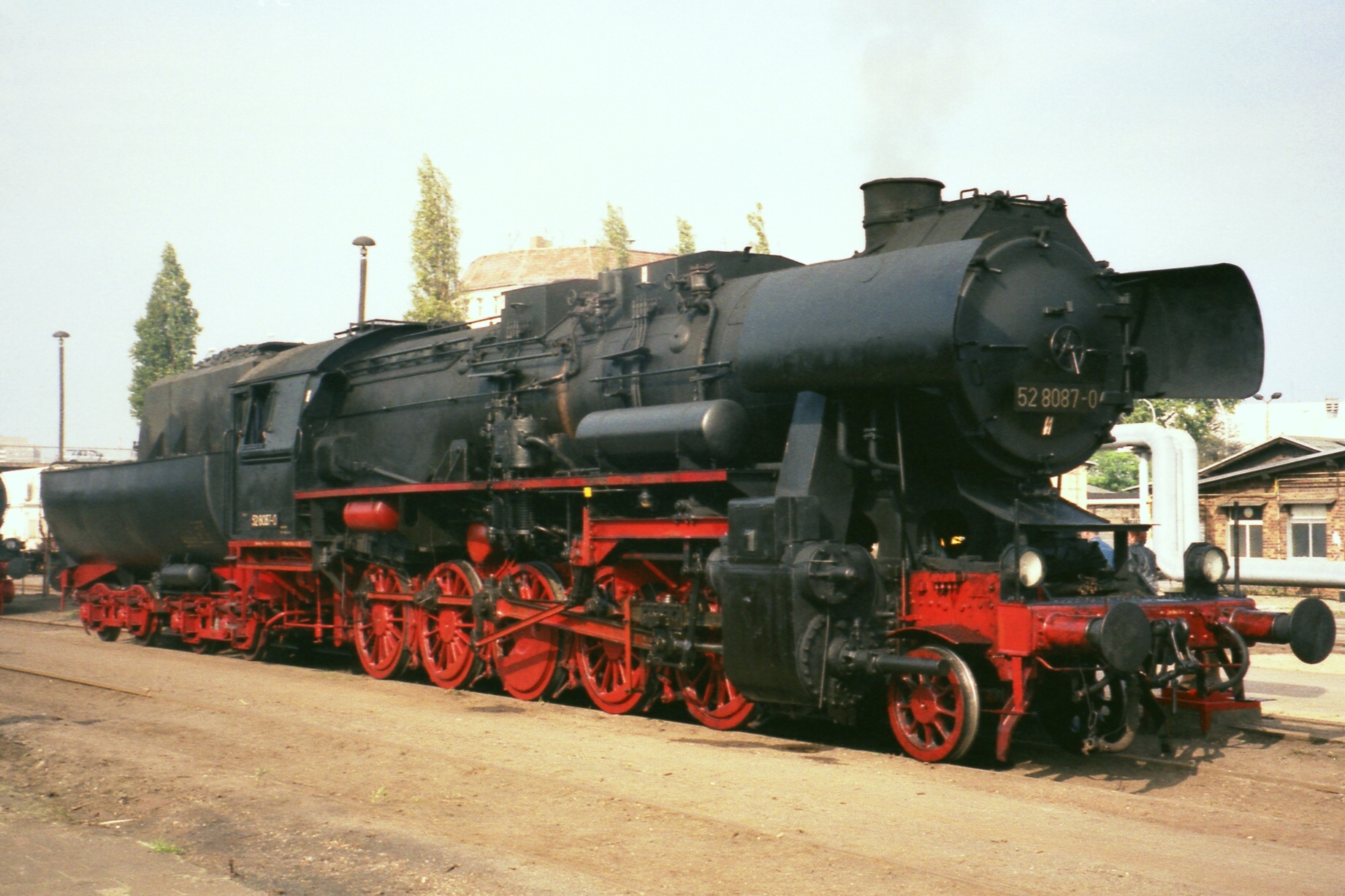
Reko-Lok der DR-Baureihe 52.80 im Werk Schöneweide, 1992

Die Erstausstattung des Betriebswerkes bestand aus preußischen Lokomotiven der Baureihen G 7 (BR 55) und G 10 (BR 57) für den Güterzugdienst, T 3 (BR 89) für den Verschiebedienst und T 11 (BR 74) für den Dienst auf den Vorortlinien. In den 1920er Jahren wurden diese Fahrzeuge durch BR 56 und BR 58 abgelöst.
Mit Beginn des Zweiten Weltkrieges wurden die ersten Einheitslokomotiven der BR 50 nach Schöneweide beordert. Im Laufe des Krieges wurden für den Güterverkehr nach Osten dort auch mehrere fabrikneue Lokomotiven der Baureihe 50 mit Kondenstender stationiert, von denen viele nicht zurückkehrten. Im weiteren Verlauf des Krieges kam es zur Unterbringung unterschiedlichster Lokomotiv-Baureihen; bekannt sind die Baureihen 41, 52, 56, 58, 74, 89, 93 und die DR E 178 01.
Nach Kriegsende musste die Reichsbahn auf Befehl der sowjetischen Besatzungsmacht zur Abfuhr von demontierten Gütern in die UdSSR Lokomotiven zur Verfügung stellen. In Schöneweide musste die Hälfte des Lokomotivbestandes für solche „Kolonnendienste“ abgegeben werden, wobei viele dieser Lokomotiven danach in der Sowjetunion oder in Polen verblieben.
Die politischen Umwälzungen in der DDR in den 1950er Jahren hatten Einflüsse auf die Verkehrsströme der Eisenbahn. Dem Betriebswerk Schöneweide wurden die Lokomotiven BR 74 und BR 64 für den Personenverkehr sowie BR 52 und BR 93 für den Güterverkehr zugewiesen, die dann auf den meisten Güterbahnhöfen im Einsatz zu finden waren. Auch nach dem Mauerbau 1961 hatten der Verschiebebahnhof und das Betriebswerk Schöneweide einen großen Anteil an dem Gütertransport nach (West)-Berlin. In den 60er Jahren wurde das Bahnbetriebswerk mit einem Bestand von 53 Maschinen der Baureihen 52 und 52.80 zu Berlins wichtigstem Güterzug-Bahnbetriebswerk. Auch am 1. Januar 1975 zählte der Bestand noch 37 Kriegsloks der Baureihe 52. Im Zuge der Verdieselung im Bahnbetriebswerk Ostbahnhof im September 1979 kamen auch sechs Lokomotiven der Baureihen 01 und 01.5 nach Schöneweide. Der letzte, planmäßige Dampfzug wurde im September 1982 mit der Lok 52 1360 gefahren. Seitdem waren für den Zugdienst Diesellokomotiven der Baureihen 118, 132 und 120 im Einsatz. Die in Schöneweide beheimateten Dampflokomotiven waren nur noch als Heizlokomotiven oder als Dieselersatz im Güterverkehr im Einsatz. Sie gehörten den Baureihen 52, 52.80, 41 und 44 an. Mit der Abstellung der letzten drei Heizloks der Baureihe 52.80 am 29. Mai 1994 endete der Einsatz von normalspurigen Dampflokomotiven in Deutschland. Auch die betriebsfähige Museumslok 52 6666 war hier seit 1982 beheimatet.
Die Dieseltraktion hielt in Schöneweide erst relativ spät Einzug. Dieselloks der Baureihe V 60 ersetzten Mitte der 1960er Jahre im Rangierdienst die Dampflokomotiven der Baureihe 93, während im Streckendienst Dieselloks der Baureihe V 180 eingesetzt wurden. Im schweren Rangierdienst und im Güterzugdienst blieb die Dampflok BR 52 zunächst noch weiter im Einsatz, die dann später durch Reko-Loks der Baureihe 52.80 ersetzt wurde.
1984 erfolgte die Elektrifizierung der Görlitzer Bahn und somit auch des Betriebsgeländes. Damit wurden auch die ersten elektrischen Loks der Baureihen 211 und 242 im Betriebswerk stationiert. Die verbliebenen Dampflokomotiven der Baureihe 52.80 wanderten in einfache Dienste ab oder wurden als Heizlokomotiven in den verschiedenen Güterbahnhöfen eingesetzt. In Schöneweide waren noch zwei Lokomotiven der Baureihe 44 als stationäre Heizloks im Einsatz sowie zwei Loks der Baureihe 41. Zum Jahreswechsel 1990/91 waren hier acht Loks der Baureihe 52.80 als Heizloks im Einsatz.
Im Frühjahr 1992 zog die Reichsbahn einen Großteil der noch vorhandenen 52.80 in Schöneweide zusammen. Anlässlich eines Eisenbahnfestes im Betriebswerk wurde ein Großteil davon an Eisenbahnvereine verkauft.

## Heutige Nutzung

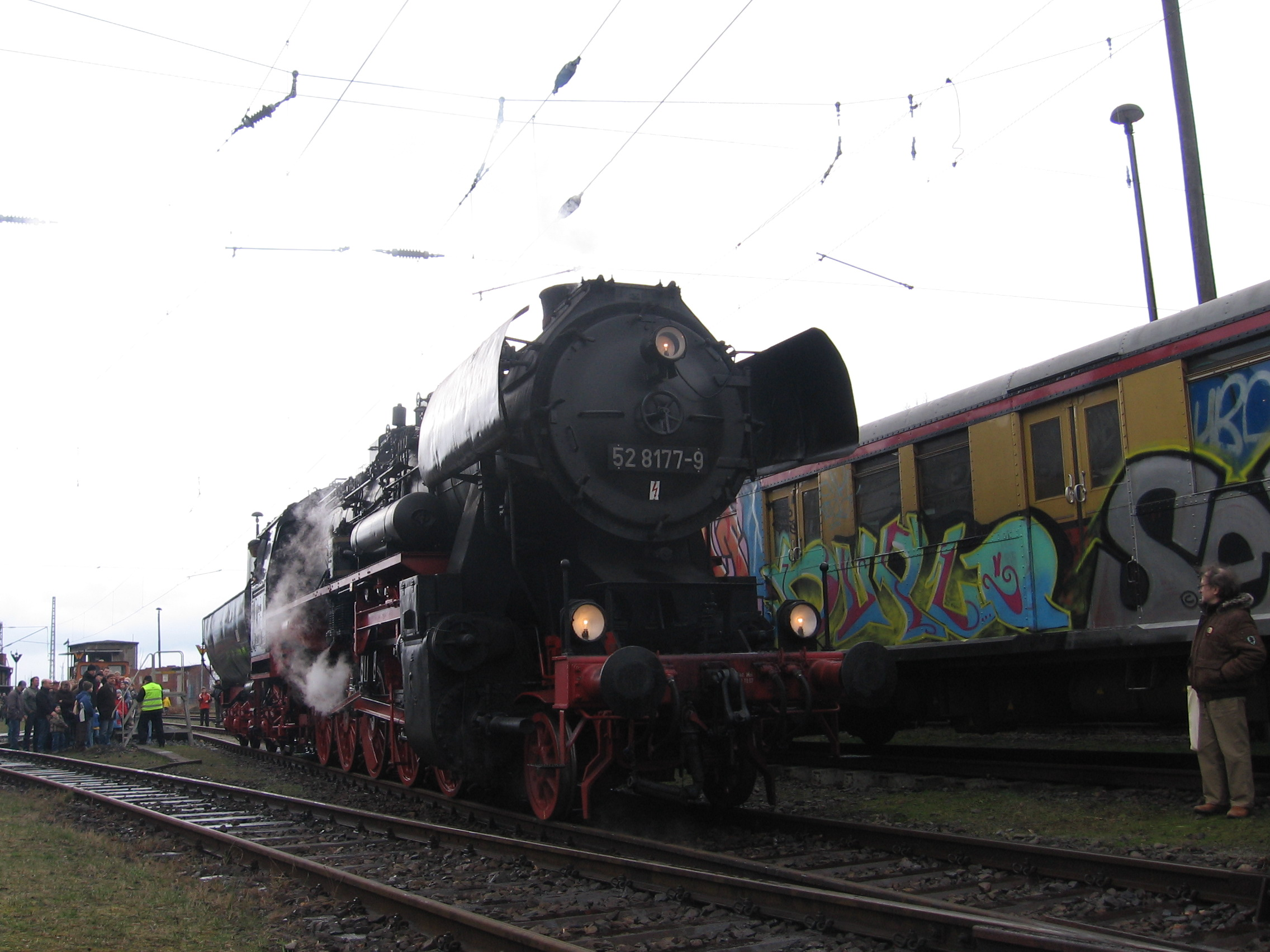
Museums-Güterzuglokomotive 52 8177

Der Ringlokschuppen wird seit Mitte der 1990er Jahre vom Verein „Dampflokfreunde Berlin e. V.“ genutzt, der neben historischen Fahrzeugen auch den Lokschuppen betreut, Sonderfahrten veranstaltet und seit 2004 das jährliche Eisenbahnfest im ehemaligen Betriebswerk ausrichtet. Im Frühjahr 2006 ist der Verein „Traditionszug Berlin e. V.“ mit seinem Wagenpark als zweiter Nutzer hinzugekommen.
Am 30. September 2006 wurde der 100. Geburtstag des Bahnbetriebswerks Schöneweide mit einem großen Eisenbahnfest gefeiert, an dem mehr als 5000 Dampflokfreunde teilnahmen.